# Prom Queen (Glee)
«Prom Queen» es el vigésimo episodio de la segunda temporada de la serie de televisión estadounidense Glee y el cuadragésimo segundo de su cómputo general. Fue emitido por la cadena Fox en Estados Unidos el 10 de mayo de 2011. El episodio cuenta con el regreso de Jonathan Groff.
En «Prom Queen», el coro New Directions de la preparatoria McKinley es elegido para componer la música del baile de graduación de la escuela. El episodio muestra los innumerables dramas que rodean un baile de graduación, con la pujante carrera por el rey y la reina del baile, que involucra a cinco miembros del coro, la lucha de los estudiantes por encontrar pareja y atuendos, y las alegrías y decepciones del baile.
En su primera emisión, este episodio fue visto por 9,29 millones de espectadores estadounidenses y obtuvo una calificación de 3,7/11 en Nielsen en el grupo demográfico de 18 a 49 años. La audiencia total aumentó ligeramente con respecto al episodio anterior, "Rumours". El episodio recibió críticas mixtas, que generalmente favorecieron el segmento final con el desenlace del rey y la reina del baile sobre las partes anteriores del programa. Sin embargo, la música fue recibida con entusiasmo, y se elogiaron especialmente las versiones previas al baile de graduación de "Rolling in the Deep" y "Isn't She Lovely". Se interpretaron seis canciones, todas ellas lanzadas como sencillos y posicionadas en el Billboard Hot 100.

## Sinopsis
El director Figgins (Iqbal Theba) le pide a los miembros del coro que canten en la fiesta de graduación del Instituto McKinley, pese a las objeciones de la coordinadora del baile, Sue (Jane Lynch). Mientras, Rachel (Lea Michele) ensaya una canción («Rolling in the Deep») en el comité de decoraciones cuando aparece Jesse en medio de la canción. Britanny, Lauren, Santana y Tina invitan a Kurt para que las ayude con sus vestidos para el baile.
En el baile, Puckerman le dice a Artie que le ponga licor al ponche pero Artie le confiesa a Sue que le ha puesto limonada. En el momento en el que Jesse baila con Rachel, va Finn demasiado celoso y le dice que ella es de él pero ella lo impide.
A medida que se acerca el baile de graduación del instituto McKinley, Finn Hudson (Cory Monteith) y Quinn Fabray (Dianna Agron) son los favoritos para ser coronados rey y reina del baile, gracias a las trampas secretas de Quinn para mantener su estatus de popularidad y evitar que Finn hable con Rachel. El aspirante Noah «Puck» Puckerman (Mark Salling) se entera de que su relación con Lauren Zizes (Ashley Fink) ha dañado su reputación de chico malo, y decide restaurarla pinchando la ponchera del baile. Mientras tanto, Dave Karofsky (Max Adler) y Santana López (Naya Rivera) intensifican sus esfuerzos electorales con su grupo anti-bullying, los Bully Whips.
El director Figgins (Iqbal Theba) pide al coro de la escuela, New Directions, que actúe en el baile de graduación. Los miembros de Dateless Mercedes Jones (Amber Riley), Rachel Berry (Lea Michele) y Sam Evans (Chord Overstreet) deciden asistir como grupo con un presupuesto limitado. El exnovio de Rachel, Jesse St. James (Jonathan Groff), regresa y canta a dúo con ella «Rolling in the Deep». Se disculpa por haberla tratado mal y se une a su grupo de graduación.
Kurt Hummel (Chris Colfer) invita a Blaine Anderson (Darren Criss) al baile de graduación; Blaine revela que le dieron una paliza tras un baile formal en su antiguo instituto poco después de salir del armario, pero acepta ir. Él y el padre de Kurt, Burt (Mike O'Malley), expresan sus dudas sobre el atrevido traje de graduación casero de Kurt, que incluye una falda escocesa, pero Kurt está decidido a ser él mismo y ponérselo. Satisfecho por la repentina ausencia de acoso homófobo en la escuela, Kurt sugiere que su antiguo atormentador Karofsky debería considerar salir del armario. Karofsky se niega, pero se disculpa ante Kurt entre lágrimas.
Artie Abrams (Kevin McHale) invita a su exnovia Brittany Pierce (Heather Morris) al baile de graduación cantándole una serenata con «Isn't She Lovely?», pero ella se niega, y Artie se une a Puck para planear el remate. En el baile, los dos y Sam cantan «Friday». Rachel interpreta «Jar of Hearts», y Blaine, respaldado por Brittany y Tina Cohen-Chang (Jenna Ushkowitz), canta «I'm Not Gonna Teach Your Boyfriend How to Dance with You». Celoso por el reencuentro de Jesse con Rachel, Finn empieza una pelea con él, y acaba dándole un puñetazo en la cara, por suerte Jesse no resulta herido. Los dos son expulsados por Sue Sylvester (Jane Lynch), que también pilla a Artie echando líquido en el puñetazo. Artie se niega a implicar a Puck en la fechoría, y finalmente confiesa que usó limonada sin alcohol.
Karofsky es elegido rey del baile, y el no candidato Kurt es elegido reina del baile en una broma despectiva gracias a la encuesta de Jacob Ben Israel. Kurt huye del gimnasio humillado y es consolado por Blaine. Enfadada por haber perdido, Quinn abofetea a Rachel, aunque inmediatamente se arrepiente, mientras que Santana es consolada por Brittany, que le dice que sea ella misma en lugar de ocultar su identidad lésbica. Kurt consigue calmarse y vuelve para su coronación; su comentario - «Cómete tu corazón, Kate Middleton»- arranca aplausos que se convierten en una ovación. Karofsky, abruptamente enfrentado a tener que bailar públicamente con otro chico en el baile tradicional entre el Rey y la Reina, no puede hacerlo; rechazando la sugerencia de Kurt de que salga en ese mismo momento, deja a Kurt solo en la pista de baile. Blaine pide a Kurt que baile con él («Dancing Queen»), y pronto se les une el resto del alumnado.

## Producción
Jonathan Groff, quien apareció como estrella invitada en la segunda mitad de la primera temporada interpretando a Jesse St. James, miembro del coro rival Vocal Adrenaline y durante varios episodios novio de Rachel Berry (Lea Michele) y miembro de New Directions antes de su salida en la semana anterior al concurso estatal, regresa en este episodio. Las estrellas recurrentes adicionales para este episodio incluyen a los miembros del coro Mike Chang (Harry Shum, Jr.), Sam Evans (Chord Overstreet) y Lauren Zizes (Ashley Fink), el director Figgins (Iqbal Tebba), el reportero de la escuela Jacob Ben Israel (Josh Sussman), la animadora Becky Jackson (Lauren Potter), el novio de Kurt Hummel (Chris Colfer) Blaine Anderson (Darren Criss), y el deportista Dave Karofsky (Max Adler). La madre de Quinn Fabray (Dianna Agron), interpretada por Charlotte Ross, también regresó.
Seis canciones son versionadas en este episodio: «Friday» por Kevin McHale, Mark Salling y Chord Overstreet, «Jar of Hearts» por Lea Michele, «I'm Not Gonna Teach Your Boyfriend How to Dance with You» por Darren Criss, «Dancing Queen» por Amber Riley y Naya Rivera, «Isn't She Lovely» por McHale, y «Rolling in the Deep» por Michele y Jonathan Groff. Todas ellas fueron lanzadas como sencillos, disponibles en formato digital, y tres últimas fueron incluidas en la octava banda sonora de la serie: Glee: The Music, Volume 6.

## Controversia
El 17 de abril de 2011, una extra llamada Nicole Crowther publicó en Twitter un spoiler de la identidad del rey y la reina de la graduación. El cocreador de la serie Brad Falchuk le respondió: «Espero que estés cualificada para hacer algo más que trabajar en entretenimiento... ¿Quién eres tú para desvelar algo en lo que personas con talento han invertido meses en crear?». Como resultado, Crowther fue despedida de la serie y más tarde afirmó que no había sido un extra de Glee desde octubre de 2010 y que escuchó el spoiler en una cena y no en el set. Desde el escándalo se ha especulado que el final podría haberse cambiado cuando Cory Monteith subió a Twitter una fotografía de sí mismo de pie junto a Dianna Agron usando una tiara. El espectáculo no ha comentado sobre esto, sin embargo, otra vez, confirmó que el extra no volvería a filmar.

## Recepción

### Emisión y audiencia
El estreno de «Prom Queen», emitido el 10 de mayo de 2011 en Estados Unidos por la cadena Fox, consiguió una audiencia media de 9,294 millones de espectadores y situó a Glee como la tercera opción más vista de su franja horaria —8-9 p. m.— y la sexta de la noche. Esta cifra supone un aumento de casi un 5% con respecto al episodio anterior, «Rumours», que fue visto por 8,85 millones de espectadores. La compañía Nielsen, que se encarga de medir las audiencias de televisión en Estados Unidos, divide a los espectadores en franjas demográficas y, generalmente, la más valorada es aquella que incluye a las personas de entre 18 y 49 años. «Prom Queen» alcanzó un 3,7% de índice de audiencia (cuota sobre el total de hogares con televisor, esté o no conectado) y un 11% de cuota de pantalla (cuota sobre el total que televisores que sí están conectados) en dicha franja, igualando los datos de «Rumours».

### Críticas
El episodio recibió críticas mixtas. Robert Canning, de IGN, le dio una calificación de «bueno» de 7,5 sobre 10; escribió: «El episodio en su conjunto estuvo bien para lo que era, tocando la mayoría de los sellos distintivos de un episodio de graduación decente», aunque «fue un poco decepcionado por los momentos finales del episodio, ya que [él] sintió que demasiado rápido trató de fijar un final feliz para todo». También calificó el drama en torno a Rachel y Jesse y Quinn y Finn como «cosas superficiales». Esta opinión fue compartida por Meghan Brown, de The Atlantic, que dijo que gran parte del drama «parecía superficial y forzado», excepto la primera escena de Kurt y Karofsky, que describió como «dolorosa y conmovedora». El colega de Brown, Kevin Fallon, afirmó que «como el baile de graduación, este episodio fue Glee en su mejor y en su peor momento», y Aly Semigran, de MTV, opinó que «no fue tan fuerte -ni cohesivo- como “Rumours” de la semana pasada», pero dijo que «ciertamente tuvo sus momentos, especialmente algunos notablemente hilarantes». Emily VanDerWerff, de The A.V. Club, escribió: »Si toda la serie fuera como los últimos 10 minutos de este episodio, podría ser la mejor serie de la televisión".
Aunque a VanDerWerff le gustó la interpretación de «Rolling in the Deep», opinó que el regreso de Jesse y la trama resultante «fueron un desastre» y «simplemente no funcionaron». Canning escribió que era «difícil sentir realmente» el drama que rodeaba a Jesse y Rachel, o la pelea y la bofetada resultantes, y Brown pensó que estos acontecimientos «carecían de cualquier interés emocional real, y parecían tonalmente incoherentes con el chasquido sarcástico del resto del episodio». VanDerWerff encontró el excelente segmento final empañado por la regresión de Quinn a un estereotipo de «animadora zorra genérica».
Canning criticó las «partes de tortura sin gracia» de Sue y calificó la idea de «demasiado exagerada para funcionar», aunque Amy Reiter, de Los Angeles Times, se alegró de recibir «más líneas geniales de Sue, que era la mezcla adecuada de maldad y gracia». VanDerWerff consideró que su papel era demasiado destacado y que la historia de Puck y Artie, con la excepción de Artie intentando reconciliarse con Brittany, era «bastante dolorosa».
Colfer como Kurt recibió comentarios positivos en la mayoría de las críticas. Semigran escribió: «Le doy a Chris Colfer todo el crédito del mundo, porque no importa cuál sea el material, siempre lo saca del parque». James Poniewozik, de Time, coincidió en que, dado el material del episodio, «es importante tenerlo en manos de un actor tan bueno como Chris Colfer». La escena con Kurt, Burt, Finn y Blaine fue destacada por Jenna Mullins, de E! Online, quien observó que "rápidamente se convirtió en mucho más que un conjunto de baile de graduación. Son los saltos de lo estrafalario a lo pesado lo que hace especial a Glee, y me encanta ver cómo el reparto maneja tantas cosas en una sola escena".

### Comercialización
Las seis versiones interpretadas en el capítulo debutaron en el Billboard Hot 100, y la mayoría aparece en otras listas de éxitos musicales. En la lista Hot 100, la canción "Rolling In The Deep" debutó en el número veintinueve, en la misma semana que la versión original de Adele se mantuvo en la cima de la tabla misma. Fue en el número treinta y uno en el Canadian Hot 100. La interpretación de Rebecca Black de "Friday" fue en el número treinta y cuatro en el Hot 100, y la posición original fue en el puesto número cincuenta y ocho. Fue el número treinta y tres en el Canadian Hot 100 las otras cuatro canciones en el Hot 100 fueron "Jar of Hearts" en el número cuarenta y nueve, que también hizo el número treinta y nueve en el Canadian Hot 100. "Isn't She Lovely" en el número sesenta y cinco años, que también hizo el número ochenta y tres en el Canadian Hot 100, "I'm Not Gonna Teach Your Boyfriend How To Dance With You" en el número setenta y dos, que también hizo el número ochenta y siete en la de Canadá Hot 100, y "Dancing Queen" en el número setenta y cuatro, de las seis canciones que fueron presentadas en el episodio, tres fueron presentados en el octavo álbum de banda sonora de la serie, Glee: The Music, Volume 6: "Rolling In The Deep", "Isn't She Lovely", y "Dancing Queen".